# Prochasma albimonilis
Prochasma albimonilis là một loài bướm đêm trong họ Geometridae.